# スヴィズ

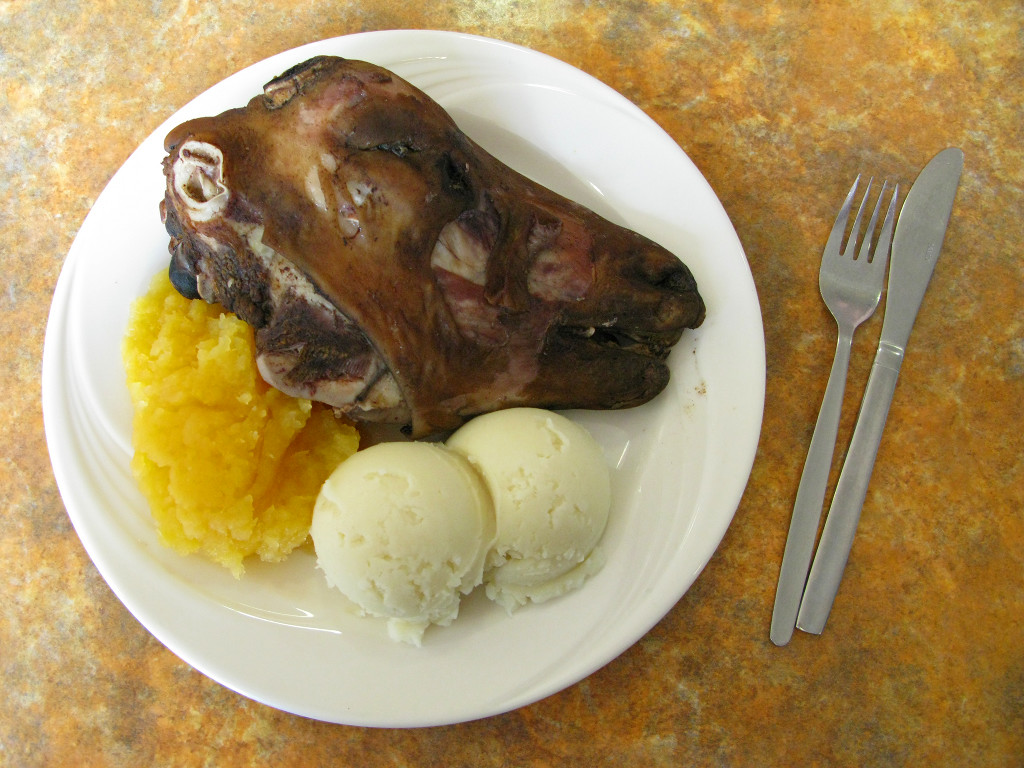
レイキャヴィークのBSÍでマッシュポテトとルタバガとともに盛り付けられたスヴィズ。

Svið（アイスランド語発音: [ˈsvɪːθ] ）は、羊の頭を半分に切り、毛皮を取り除き、脳を取り除いて茹で、乳酸硬化させることもあるアイスランド料理 。
スヴィズはもともと、屠殺された動物のどの部分も無駄にする余裕がなかった時代に生まれた。さまざまな伝統的なアイスランド料理がビュッフェ形式で供される真冬の祭りである、ソーラブロートにおいて食される。sviðasulta スヴィザスルタ（ヘッドチーズ（ブラウンとも）で、少量のスヴィズを乳清に漬けたゼラチンの塊に押し込んで作られる）の材料として使われる。 同様の料理は他の西洋北欧諸国で見られる。ノルウェーのsmalahoveやフェロー諸島のseyðahøvdといったものである。
レイキャビクのBSÍバスターミナルにある「Fljótt og Gott」（"Fast and Good"）カフェテリアでは、毎日食べることができ ドライブスルーで購入できる。 シェフによると、このカフェは年間約1万頭の羊の頭を売っている。 
スヴィズを食べるとき、耳（飼い主のマークが付いている）が取り除かれると、食べた人は盗難で告発されるという迷信のためにタブーと見なされることがある。舌の下の小さな骨が折れていなければ、まだ話せない子供は永遠に口がきけなくなると言われることがある。 多くのアイスランド人は、目が最高の部位であると考えている。 
シカゴ・トリビューン紙で執筆しているララ・ウェーバーは、アイスランド料理に関する1995年の記事で、スヴィズを食べた経験について次のように述べている。
「羊の頭という荒々しい料理を味わうとは思ってもみませんでした。しかし、それは私の皿の上にあり、その目は悲しげに私を見上げていました。 あごを引き離し、フォークで肉の塊を刺して食べてみると、実際、本当のところ、それはそう悪いものではなかったのです。特に肉の多い頬は柔らかく、かなり美味でした。少しルバーブのゼリーに浸すと、さらに美味でした。目に関しては要注意です。それは珍味と見なされており、 実際に眼球が含まれていようとも、アイスランド人の食通達が食欲をそそると感じるのは、眼窩全体です。だから、私達がそれを食べる時は、その塊を口に放り込んで、何か他のことを考えればいい…」

## 準備
最初に毛を燃やし、次に目と耳に注意しながら冷水を流しながら頭をきれいにする。次に、頭を縦半分に切断し、脳を取り除く。頭がもともと凍結されている場合、これはそれほど厄介な作業ではない。脳は人肌で調理することができる。調理の準備ができたら、鍋に入れ、粗塩をまぶし、部分的に水で覆う。水が沸騰したら、あくはすくい取る。次に、肉が完全に調理されるまで、（しかし骨から離れてしまってはならない）蓋をして60〜90分間調理する。その後、温めて食べることも、冷やして食べることもある。 